# Nägeleshalde
Nägeleshalde (mundartlich: Negǝlǝshaldǝ, in'd Negǝlǝshaldǝ hindəra) ist ein Gemeindeteil der Marktgemeinde Oberstaufen im bayerisch-schwäbischen Landkreis Oberallgäu.

## Geographie
Die Einöde liegt circa fünf Kilometer südwestlich des Hauptorts Oberstaufen. Die Ortschaft wird dem Gemeindeteil Hagspiel zugeordnet. Südwestlich des Orts liegt die Staatsgrenze zum österreichischen Riefensberg in Vorarlberg.

## Ortsname
Der Ortsname setzt sich aus dem Familiennamen Nägele und dem Wort Halde für abschüssige Seite eines Berges, Bergabhang und bedeutet (Siedlung am/beim) Bergabhang des Nägele.

## Geschichte
Nägeleshalde wurde erstmals urkundlich im Jahr 1818 als Teil von Hagspiel erwähnt. 1875 wurde der Ort mit zwei Gebäuden als selbstständig erwähnt. Bis zu bayerischen Gebietsreform 1972 gehörte Nägeleshalde der Gemeinde Aach im Allgäu an.